# اچ‌ام‌اس موسکیتو (۱۸۰۴)
اچ‌ام‌اس موسکیتو (۱۸۰۴) (به انگلیسی: HMS Musquito (1804)) یک کشتی بود که طول آن ۱۰۰ فوت ۰ اینچ (۳۰٫۴۸ متر) بود. این کشتی در سال ۱۸۰۴ ساخته شد.